# Yucca schidigera
Yucca schidigera là một loài thực vật có hoa trong họ Măng tây. Loài này được Roezl ex Ortgies miêu tả khoa học đầu tiên năm 1871. Chúng là loài thực vật có mặt tại khu vực Đông Nam Hoang mạc Mojave, Chihuahuan, Sonoran thuộc tiểu bang California, Baja California, New Mexico, phía Nam Nevada và Arizona.
Môi trường sống của chúng là trên sườn núi sa mạc đá giữa đô cao 300-1.200 mét (980-3,940 ft), và có thể lên đến 2.500 mét (8.200 ft). Chúng là loài phát triển mạnh trong điều kiện ánh nắng mặt trời đầy đủ và nền đất thoát nước tốt. Nó cũng không cần nước vào mùa hè và có quan hệ gần gũi với loài Yucca baccata.

## Hình ảnh

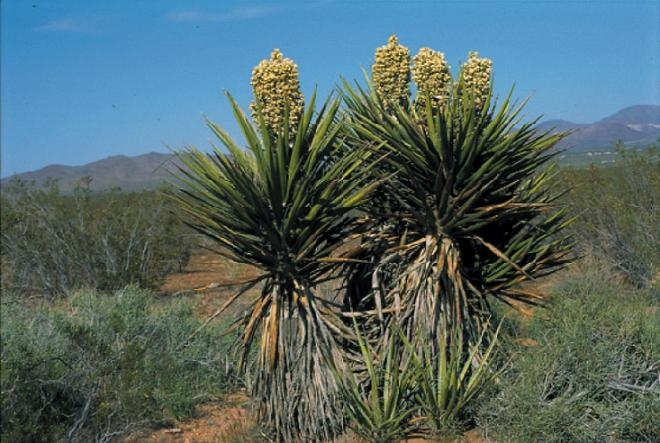
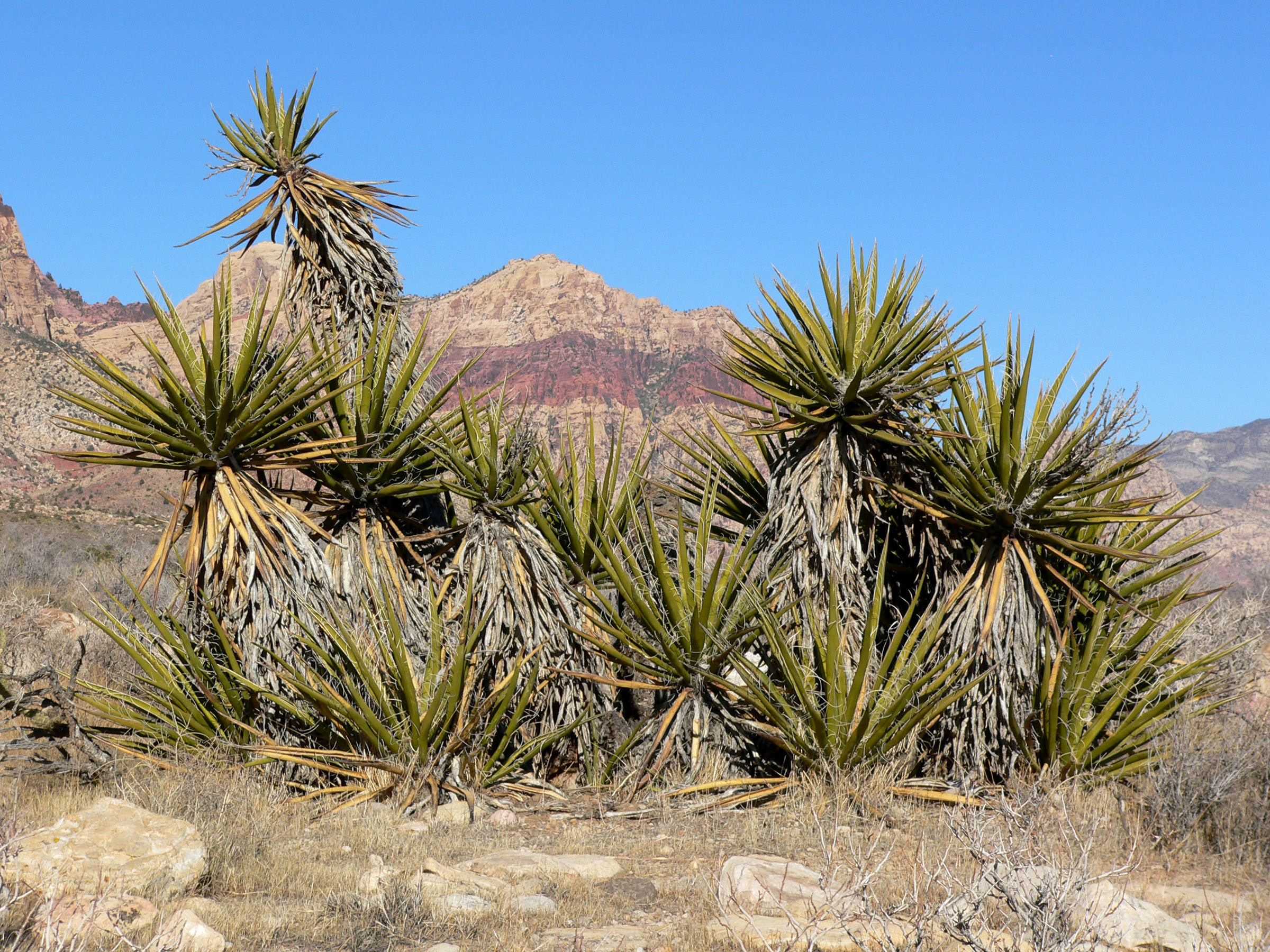
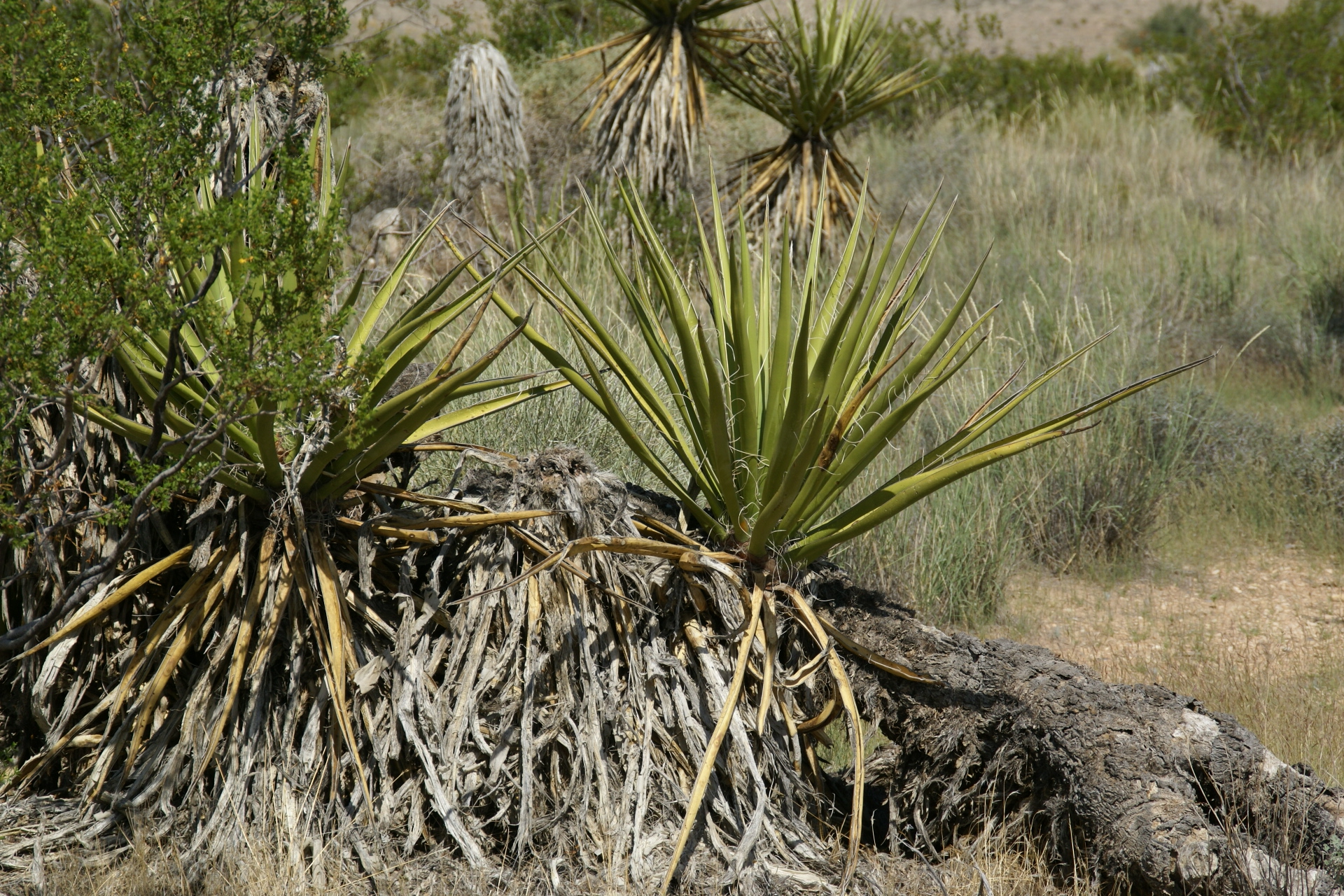
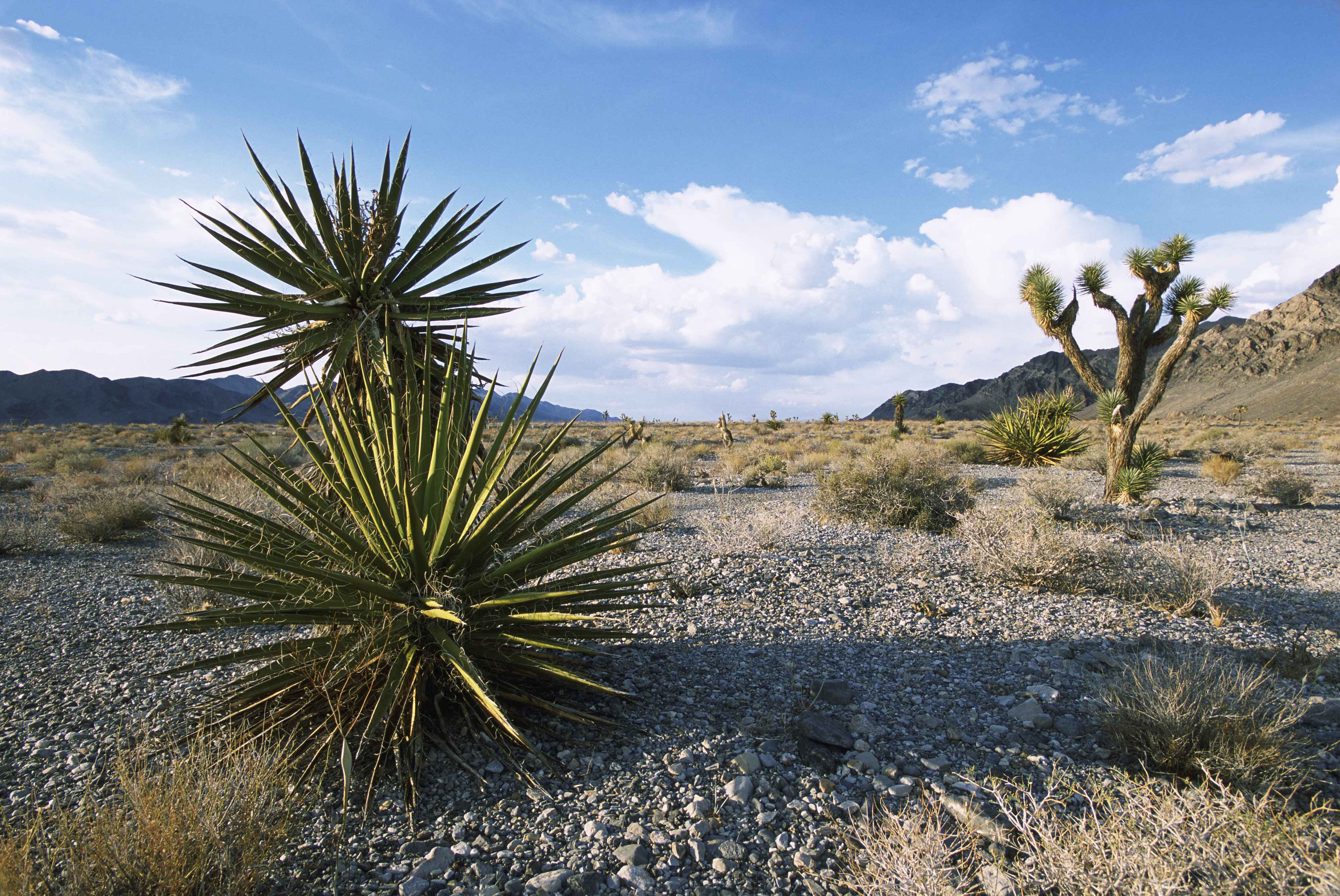